# Hebraísta

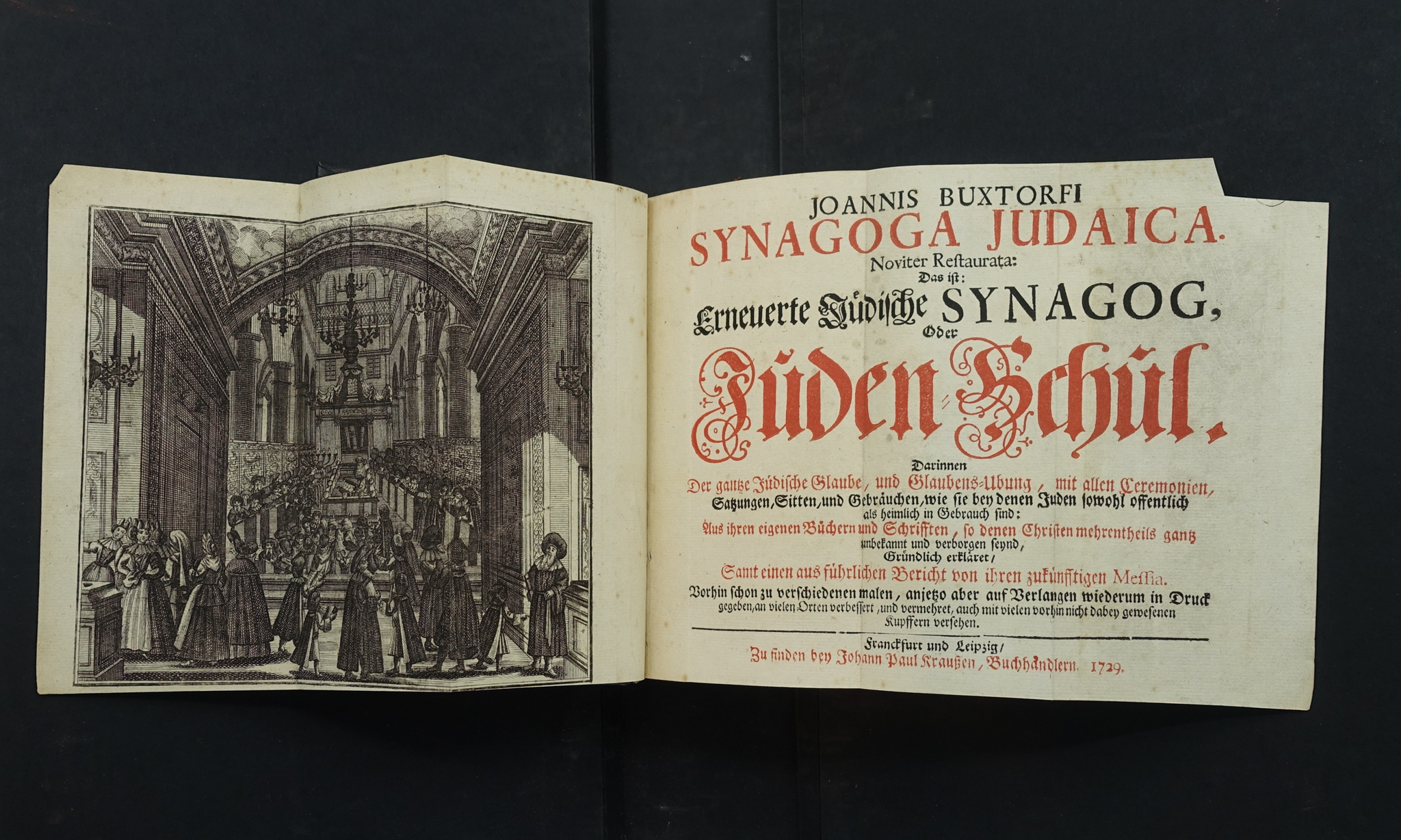
Primeira página da Synagoga Judaica (edição de 1729), no acervo do Museu Judaico da Suíça.

Um hebraísta é um orientalista para quem a língua hebraica não é a língua materna, e que é especializada no estudo deste idioma e na sua gramática, interessando-se igualmente pelos aspetos da cultura hebraica, como a filologia, lexicologia, sociologia e filosofia.
Embora numerosos hebraístas sejam judeus, muitos orientalistas hebraístas são de várias proveniências e nacionalidades. Na Idade Média, vários teólogos e exegetas cristãos tomaram o exemplo de São Jerónimo e aprenderam hebraico para ter acesso direto aos textos do Antigo Testamento, como Nicolau Maniacoria no século XII ou Nicolau de Lira no século XIV.